# Gant-Wevelgem 2024
La Gant-Wevelgem 2024 fou la 86a edició de la cursa ciclista Gant-Wevelgem. La cursa es disputà el 24 de març de 2024 i tingué un recorregut de 171 km. La cursa fou el 12è esdeveniment de l'UCI World Tour 2024.
El danès Mads Pedersen (Lidl-Trek) fou el vencedor de la prova després d'un esprint final contra el neerlandès Mathieu van der Poel (Alpecin-Deceuninck), qui s'emportà la segona posició. El belga Jordi Meeus (Bora-Hansgrohe) completà el podi.

## Equips
Un total de 25 equips participaren a la cursa, dels quals 18 foren els equips del WorldTour i els altres 7 foren equips de l'UCI ProTeam.
| WorldTeams (18)- Alpecin-Deceuninck - Arkéa-B&B Hotels - Astana Qazaqstan Team - Bahrain Victorious - Bora-Hansgrohe - Cofidis - Decathlon-AG2R La Mondiale - EF Education-EasyPost - Ineos Grenadiers - Intermarché-Wanty - Lidl-Trek - Soudal Quick-Step - Team dsm-firmenich PostNL - Team Jayco AlUla - Team Visma \| Lease a Bike - UAE Team Emirates - Movistar Team - Groupama-FDJ ProTeams (7)- Israel-Premier Tech - Lotto Dstny - Uno-X Mobility - TotalEnergies - Q36.5 Pro Cycling Team - Team Flanders-Baloise - Tudor Pro Cycling Team |
| |

## Classificació final
| \| Classificació general \| Classificació general \| Classificació general \| Classificació general \| Classificació general \| \| Corredor \| Corredor \| Equip \| Temps \| \| \| --------------------- \| --------------------- \| -------------------------- \| --------------------- \| --------------------- \| \| 1r \| Mads Pedersen \| Lidl-Trek \| 5h 36' 00" \| \| \| 2n \| Mathieu van der Poel \| Alpecin-Deceuninck \| + 0" \| \| \| 3r \| Jordi Meeus \| Bora-Hansgrohe \| + 16" \| \| \| 4t \| Jasper Philipsen \| Alpecin-Deceuninck \| + 16" \| \| \| 5è \| Jonathan Milan \| Lidl-Trek \| + 16" \| \| \| 6è \| Olav Kooij \| Team Visma \\| Lease a Bike \| + 16" \| \| \| 7è \| Biniam Girmay \| Intermarché-Wanty \| + 16" \| \| \| 8è \| Tim Merlier \| Soudal Quick-Step \| + 16" \| \| \| 9è \| Dylan Groenewegen \| Team Jayco AlUla \| + 16" \| \| \| 10è \| Matteo Trentin \| Tudor Pro Cycling Team \| + 16" \| \| |                      |                            |            |
| |                      |                            |            |
| Font: ProCyclingStats |                      |                            |            |
| Classificació general |                      |                            |            |
| Corredor | Corredor             | Equip                      | Temps      |
| 1r | Mads Pedersen        | Lidl-Trek                  | 5h 36' 00" |
| 2n | Mathieu van der Poel | Alpecin-Deceuninck         | + 0"       |
| 3r | Jordi Meeus          | Bora-Hansgrohe             | + 16"      |
| 4t | Jasper Philipsen     | Alpecin-Deceuninck         | + 16"      |
| 5è | Jonathan Milan       | Lidl-Trek                  | + 16"      |
| 6è | Olav Kooij           | Team Visma \| Lease a Bike | + 16"      |
| 7è | Biniam Girmay        | Intermarché-Wanty          | + 16"      |
| 8è | Tim Merlier          | Soudal Quick-Step          | + 16"      |
| 9è | Dylan Groenewegen    | Team Jayco AlUla           | + 16"      |
| 10è | Matteo Trentin       | Tudor Pro Cycling Team     | + 16"      |

## Participants
| Team Visma \| Lease a Bike TVL | Team Visma \| Lease a Bike TVL | Team Visma \| Lease a Bike TVL |
| ------------------------------ | ------------------------------ | ------------------------------ |
| Núm                            | Ciclista                       | Pos                            |
| 1                              | Tiesj Benoot (BEL)             |                                |
| 2                              | Olav Kooij (NED)               |                                |
| 3                              | Jan Tratnik (SLO)              | DNF                            |
| 4                              | Edoardo Affini (ITA)           |                                |
| 5                              | Tosh Van der Sande (BEL)       |                                |
| 6                              | Mick van Dijke (NED)           |                                |
| 7                              | Tim Van Dijke (NED)            |                                |

| Alpecin-Deceuninck ADC | Alpecin-Deceuninck ADC            | Alpecin-Deceuninck ADC |
| ---------------------- | --------------------------------- | ---------------------- |
| Núm                    | Ciclista                          | Pos                    |
| 11                     | Mathieu van der Poel (NED) (ruta) |                        |
| 12                     | Jasper Philipsen (BEL)            |                        |
| 13                     | Timo Kielich (BEL)                |                        |
| 14                     | Søren Kragh Andersen (DEN)        |                        |
| 15                     | Silvan Dillier (SUI)              |                        |
| 16                     | Ramon Sinkeldam (NED)             |                        |
| 17                     | Gianni Vermeersch (BEL)           |                        |

| Intermarché-Wanty IWA | Intermarché-Wanty IWA  | Intermarché-Wanty IWA |
| --------------------- | ---------------------- | --------------------- |
| Núm                   | Ciclista               | Pos                   |
| 21                    | Biniam Girmay (ERI)    |                       |
| 22                    | Madis Mihkels (EST)    |                       |
| 23                    | Hugo Page (FRA)        |                       |
| 24                    | Laurenz Rex (BEL)      |                       |
| 25                    | Adrien Petit (FRA)     |                       |
| 26                    | Mike Teunissen (NED)   |                       |
| 27                    | Georg Zimmermann (GER) |                       |

| Soudal Quick-Step SOQ | Soudal Quick-Step SOQ    | Soudal Quick-Step SOQ |
| --------------------- | ------------------------ | --------------------- |
| Núm                   | Ciclista                 | Pos                   |
| 31                    | Tim Merlier (BEL)        |                       |
| 32                    | Yves Lampaert (BEL)      |                       |
| 33                    | Gil Gelders (BEL)        |                       |
| 34                    | Josef Černý (CZE)        |                       |
| 35                    | Bert Van Lerberghe (BEL) |                       |
| 36                    | Kasper Asgreen (DEN)     |                       |
| 37                    | Luke Lamperti (USA)      |                       |

| Arkéa-B&B Hotels ARK | Arkéa-B&B Hotels ARK  | Arkéa-B&B Hotels ARK |
| -------------------- | --------------------- | -------------------- |
| Núm                  | Ciclista              | Pos                  |
| 41                   | Arnaud Démare (FRA)   |                      |
| 42                   | David Dekker (NED)    |                      |
| 43                   | Mathis Le Berre (FRA) |                      |
| 44                   | Luca Mozzato (ITA)    |                      |
| 45                   | Daniel McLay (GBR)    |                      |
| 46                   | Miles Scotson (AUS)   |                      |
| 47                   | Alan Riou (FRA)       |                      |

| Astana Qazaqstan Team AST | Astana Qazaqstan Team AST | Astana Qazaqstan Team AST |
| ------------------------- | ------------------------- | ------------------------- |
| Núm                       | Ciclista                  | Pos                       |
| 51                        | Cees Bol (NED)            |                           |
| 52                        | Yevgeniy Fedorov (KAZ)    |                           |
| 53                        | Michele Gazzoli (ITA)     |                           |
| 54                        | Ievgueni Guiditx (KAZ)    |                           |
| 55                        | Max Kanter (GER)          |                           |
| 56                        | Michael Mørkøv (DEN)      |                           |
| 57                        | Gleb Syrica               |                           |

| Bahrain Victorious TBV | Bahrain Victorious TBV   | Bahrain Victorious TBV |
| ---------------------- | ------------------------ | ---------------------- |
| Núm                    | Ciclista                 | Pos                    |
| 61                     | Matej Mohorič (SLO)      |                        |
| 62                     | Matevž Govekar (SLO)     |                        |
| 63                     | Kamil Gradek (POL)       |                        |
| 64                     | Fran Miholjević (CRO)    |                        |
| 65                     | Andrea Pasqualon (ITA)   |                        |
| 66                     | Dušan Rajović (SRB)      |                        |
| 67                     | Fred Wright (GBR) (ruta) |                        |

| Bora-Hansgrohe BOH | Bora-Hansgrohe BOH     | Bora-Hansgrohe BOH |
| ------------------ | ---------------------- | ------------------ |
| Núm                | Ciclista               | Pos                |
| 71                 | Jordi Meeus (BEL)      |                    |
| 72                 | Nico Denz (GER)        |                    |
| 73                 | Marco Haller (AUT)     |                    |
| 74                 | Filip Maciejuk (POL)   |                    |
| 75                 | Ryan Mullen (IRL)      |                    |
| 76                 | Luis-Joe Lührs (GER)   |                    |
| 77                 | Danny van Poppel (NED) |                    |

| Cofidis COF | Cofidis COF                 | Cofidis COF |
| ----------- | --------------------------- | ----------- |
| Núm         | Ciclista                    | Pos         |
| 81          | Piet Allegaert (BEL)        |             |
| 82          | Stanisław Aniołkowski (POL) |             |
| 83          | Aimé De Gendt (BEL)         |             |
| 84          | Milan Fretin (BEL)          |             |
| 85          | Nolann Mahoudo (FRA)        |             |
| 86          | Alexis Renard (FRA)         |             |
| 87          | Axel Zingle (FRA)           |             |

| Decathlon-AG2R La Mondiale DAT | Decathlon-AG2R La Mondiale DAT | Decathlon-AG2R La Mondiale DAT |
| ------------------------------ | ------------------------------ | ------------------------------ |
| Núm                            | Ciclista                       | Pos                            |
| 91                             | Oliver Naesen (BEL)            |                                |
| 92                             | Edvald Boasson Hagen (NOR)     |                                |
| 93                             | Dries De Bondt (BEL)           |                                |
| 94                             | Sander De Pestel (BEL)         |                                |
| 95                             | Pierre Gautherat (FRA)         |                                |
| 96                             | Jordan Labrosse (FRA)          |                                |
| 97                             | Sam Bennett (IRL)              |                                |

| EF Education-EasyPost EFE | EF Education-EasyPost EFE      | EF Education-EasyPost EFE |
| ------------------------- | ------------------------------ | ------------------------- |
| Núm                       | Ciclista                       | Pos                       |
| 101                       | Stefan Bissegger (SUI)         |                           |
| 103                       | Jack Rootkin-Gray (GBR)        |                           |
| 104                       | Jonas Rutsch (GER)             |                           |
| 105                       | Harry Sweeny (AUS)             |                           |
| 106                       | Michael Valgren Andersen (DEN) |                           |
| 107                       | Yuhi Todome (JPN)              |                           |

| Groupama-FDJ GFC | Groupama-FDJ GFC        | Groupama-FDJ GFC |
| ---------------- | ----------------------- | ---------------- |
| Núm              | Ciclista                | Pos              |
| 111              | Stefan Küng (SUI)       |                  |
| 112              | Lewis Askey (GBR)       |                  |
| 113              | Sven Erik Bystrøm (NOR) |                  |
| 114              | Olivier Le Gac (FRA)    |                  |
| 115              | Fabian Lienhard (SUI)   |                  |
| 116              | Laurence Pithie (NZL)   |                  |
| 117              | Clément Russo (FRA)     |                  |

| Ineos Grenadiers IGD | Ineos Grenadiers IGD                | Ineos Grenadiers IGD |
| -------------------- | ----------------------------------- | -------------------- |
| Núm                  | Ciclista                            | Pos                  |
| 121                  | Jhonatan Narváez Prado (ECU) (ruta) |                      |
| 122                  | Elia Viviani (ITA)                  |                      |
| 123                  | Cameron Wurf (AUS)                  |                      |
| 124                  | Magnus Sheffield (USA)              |                      |
| 125                  | Ben Swift (GBR)                     |                      |
| 126                  | Connor Swift (GBR)                  |                      |
| 127                  | Ben Turner (GBR)                    |                      |

| Lidl-Trek LTK | Lidl-Trek LTK            | Lidl-Trek LTK |
| ------------- | ------------------------ | ------------- |
| Núm           | Ciclista                 | Pos           |
| 131           | Mads Pedersen (DEN)      |               |
| 132           | Otto Vergaerde (BEL)     |               |
| 133           | Edward Theuns (BEL)      |               |
| 134           | Daan Hoole (NED)         |               |
| 135           | Alex Kirsch (LUX) (ruta) |               |
| 136           | Jonathan Milan (ITA)     |               |
| 137           | Jasper Stuyven (BEL)     |               |

| Movistar Team MOV | Movistar Team MOV                 | Movistar Team MOV |
| ----------------- | --------------------------------- | ----------------- |
| Núm               | Ciclista                          | Pos               |
| 141               | Fernando Gaviria Rendón (COL)     |                   |
| 142               | Mathias Norsgaard Jørgensen (DEN) |                   |
| 143               | Johan Jacobs (SUI)                |                   |
| 144               | Davide Cimolai (ITA)              |                   |
| 145               | Manlio Moro (ITA)                 |                   |
| 146               | Lorenzo Milesi (ITA)              |                   |
| 147               | Albert Torres Barceló (ESP)       |                   |

| Team dsm-firmenich PostNL DFP | Team dsm-firmenich PostNL DFP | Team dsm-firmenich PostNL DFP |
| ----------------------------- | ----------------------------- | ----------------------------- |
| Núm                           | Ciclista                      | Pos                           |
| 151                           | John Degenkolb (GER)          |                               |
| 152                           | Patrick Eddy (AUS)            |                               |
| 153                           | Julius van den Berg (NED)     |                               |
| 154                           | Nils Eekhoff (NED)            |                               |
| 155                           | Enzo Leijnse (NED)            |                               |
| 156                           | Niklas Märkl (GER)            |                               |
| 157                           | Casper van Uden (NED)         |                               |

| Team Jayco AlUla JAY | Team Jayco AlUla JAY    | Team Jayco AlUla JAY |
| -------------------- | ----------------------- | -------------------- |
| Núm                  | Ciclista                | Pos                  |
| 161                  | Michael Matthews (AUS)  |                      |
| 162                  | Luke Durbridge (AUS)    |                      |
| 163                  | Dylan Groenewegen (NED) |                      |
| 164                  | Luka Mezgec (SLO)       |                      |
| 165                  | Kelland O'Brien (AUS)   |                      |
| 166                  | Elmar Reinders (NED)    |                      |
| 167                  | Max Walscheid (GER)     |                      |

| UAE Team Emirates UAD | UAE Team Emirates UAD            | UAE Team Emirates UAD |
| --------------------- | -------------------------------- | --------------------- |
| Núm                   | Ciclista                         | Pos                   |
| 171                   | Sebastián Molano Benavides (COL) |                       |
| 172                   | Ivo Oliveira (POR) (ruta)        |                       |
| 173                   | Mikkel Bjerg (DEN)               |                       |
| 174                   | Álvaro Hodeg Chagui (COL)        |                       |
| 175                   | António Morgado (POR)            |                       |
| 176                   | Nils Politt (GER)                |                       |
| 177                   | Michael Vink (NZL)               |                       |

| Israel-Premier Tech IPT | Israel-Premier Tech IPT | Israel-Premier Tech IPT |
| ----------------------- | ----------------------- | ----------------------- |
| Núm                     | Ciclista                | Pos                     |
| 181                     | Hugo Hofstetter (FRA)   |                         |
| 182                     | Hugo Houle (CAN)        |                         |
| 183                     | Oded Kogut (ISR)        |                         |
| 184                     | Riley Pickrell (CAN)    |                         |
| 185                     | Jake Stewart (GBR)      |                         |
| 186                     | Corbin Strong (NZL)     |                         |
| 187                     | Tom Van Asbroeck (BEL)  |                         |

| Lotto Dstny LTD | Lotto Dstny LTD          | Lotto Dstny LTD |
| --------------- | ------------------------ | --------------- |
| Núm             | Ciclista                 | Pos             |
| 191             | Arnaud De Lie (BEL)      |                 |
| 193             | Cedric Beullens (BEL)    |                 |
| 194             | Mathijs Paasschens (NED) |                 |
| 195             | Lionel Taminiaux (BEL)   |                 |
| 196             | Liam Slock (BEL)         |                 |
| 197             | Brent Van Moer (BEL)     |                 |
| 198             | Jasper De Buyst (BEL)    |                 |

| Uno-X Mobility UXM | Uno-X Mobility UXM          | Uno-X Mobility UXM |
| ------------------ | --------------------------- | ------------------ |
| Núm                | Ciclista                    | Pos                |
| 201                | Alexander Kristoff (NOR)    | NP                 |
| 202                | Jonas Abrahamsen (NOR)      |                    |
| 203                | Stian Fredheim (NOR)        |                    |
| 204                | Tord Gudmestad (NOR)        |                    |
| 205                | Erik Nordsæter Resell (NOR) |                    |
| 206                | Rasmus Tiller (NOR)         |                    |
| 207                | William Blume Levy (DEN)    |                    |

| Q36.5 Pro Cycling Team Q36 | Q36.5 Pro Cycling Team Q36 | Q36.5 Pro Cycling Team Q36 |
| -------------------------- | -------------------------- | -------------------------- |
| Núm                        | Ciclista                   | Pos                        |
| 211                        | Szymon Sajnok (POL)        |                            |
| 212                        | Fabio Christen (SUI)       |                            |
| 213                        | Tobias Ludvigsson (SWE)    |                            |
| 214                        | Kamil Małecki (POL)        |                            |
| 215                        | Cyrus Monk (AUS)           |                            |
| 217                        | Nicolò Parisini (ITA)      |                            |

| Team Flanders-Baloise TFB | Team Flanders-Baloise TFB | Team Flanders-Baloise TFB |
| ------------------------- | ------------------------- | ------------------------- |
| Núm                       | Ciclista                  | Pos                       |
| 221                       | Lars Craps (BEL)          |                           |
| 222                       | Jasper Dejaegher (BEL)    | DNF                       |
| 223                       | Siebe Deweirdt (BEL)      |                           |
| 224                       | Jules Hesters (BEL)       |                           |
| 225                       | Noah Vandenbranden (BEL)  |                           |
| 226                       | Yentl Vandevelde (BEL)    |                           |
| 227                       | Dylan Vandenstorme (BEL)  |                           |

| TotalEnergies TEN | TotalEnergies TEN       | TotalEnergies TEN |
| ----------------- | ----------------------- | ----------------- |
| Núm               | Ciclista                | Pos               |
| 231               | Dries Van Gestel (BEL)  |                   |
| 232               | Lucas Boniface (FRA)    |                   |
| 233               | Sandy Dujardin (FRA)    |                   |
| 234               | Thomas Gachignard (FRA) |                   |
| 235               | Émilien Jeannière (FRA) |                   |
| 236               | Lorrenzo Manzin (FRA)   |                   |
| 237               | Anthony Turgis (FRA)    |                   |

| Tudor Pro Cycling Team TUD | Tudor Pro Cycling Team TUD     | Tudor Pro Cycling Team TUD |
| -------------------------- | ------------------------------ | -------------------------- |
| Núm                        | Ciclista                       | Pos                        |
| 241                        | Matteo Trentin (ITA)           |                            |
| 242                        | Sebastian Kolze Changizi (DEN) |                            |
| 243                        | Jacob Eriksson (SWE)           |                            |
| 244                        | Petr Kelemen (CZE)             |                            |
| 245                        | Marius Mayrhofer (GER)         |                            |
| 246                        | Rick Pluimers (NED)            |                            |
| 247                        | Maikel Zijlaard (NED)          |                            |

| Team Visma \| Lease a Bike TVL | Team Visma \| Lease a Bike TVL | Team Visma \| Lease a Bike TVL |
| ------------------------------ | ------------------------------ | ------------------------------ |
| Núm                            | Ciclista                       | Pos                            |
| 1                              | Tiesj Benoot (BEL)             |                                |
| 2                              | Olav Kooij (NED)               |                                |
| 3                              | Jan Tratnik (SLO)              | DNF                            |
| 4                              | Edoardo Affini (ITA)           |                                |
| 5                              | Tosh Van der Sande (BEL)       |                                |
| 6                              | Mick van Dijke (NED)           |                                |
| 7                              | Tim Van Dijke (NED)            |                                |

| Alpecin-Deceuninck ADC | Alpecin-Deceuninck ADC            | Alpecin-Deceuninck ADC |
| ---------------------- | --------------------------------- | ---------------------- |
| Núm                    | Ciclista                          | Pos                    |
| 11                     | Mathieu van der Poel (NED) (ruta) |                        |
| 12                     | Jasper Philipsen (BEL)            |                        |
| 13                     | Timo Kielich (BEL)                |                        |
| 14                     | Søren Kragh Andersen (DEN)        |                        |
| 15                     | Silvan Dillier (SUI)              |                        |
| 16                     | Ramon Sinkeldam (NED)             |                        |
| 17                     | Gianni Vermeersch (BEL)           |                        |

| Intermarché-Wanty IWA | Intermarché-Wanty IWA  | Intermarché-Wanty IWA |
| --------------------- | ---------------------- | --------------------- |
| Núm                   | Ciclista               | Pos                   |
| 21                    | Biniam Girmay (ERI)    |                       |
| 22                    | Madis Mihkels (EST)    |                       |
| 23                    | Hugo Page (FRA)        |                       |
| 24                    | Laurenz Rex (BEL)      |                       |
| 25                    | Adrien Petit (FRA)     |                       |
| 26                    | Mike Teunissen (NED)   |                       |
| 27                    | Georg Zimmermann (GER) |                       |

| Soudal Quick-Step SOQ | Soudal Quick-Step SOQ    | Soudal Quick-Step SOQ |
| --------------------- | ------------------------ | --------------------- |
| Núm                   | Ciclista                 | Pos                   |
| 31                    | Tim Merlier (BEL)        |                       |
| 32                    | Yves Lampaert (BEL)      |                       |
| 33                    | Gil Gelders (BEL)        |                       |
| 34                    | Josef Černý (CZE)        |                       |
| 35                    | Bert Van Lerberghe (BEL) |                       |
| 36                    | Kasper Asgreen (DEN)     |                       |
| 37                    | Luke Lamperti (USA)      |                       |

| Arkéa-B&B Hotels ARK | Arkéa-B&B Hotels ARK  | Arkéa-B&B Hotels ARK |
| -------------------- | --------------------- | -------------------- |
| Núm                  | Ciclista              | Pos                  |
| 41                   | Arnaud Démare (FRA)   |                      |
| 42                   | David Dekker (NED)    |                      |
| 43                   | Mathis Le Berre (FRA) |                      |
| 44                   | Luca Mozzato (ITA)    |                      |
| 45                   | Daniel McLay (GBR)    |                      |
| 46                   | Miles Scotson (AUS)   |                      |
| 47                   | Alan Riou (FRA)       |                      |

| Astana Qazaqstan Team AST | Astana Qazaqstan Team AST | Astana Qazaqstan Team AST |
| ------------------------- | ------------------------- | ------------------------- |
| Núm                       | Ciclista                  | Pos                       |
| 51                        | Cees Bol (NED)            |                           |
| 52                        | Yevgeniy Fedorov (KAZ)    |                           |
| 53                        | Michele Gazzoli (ITA)     |                           |
| 54                        | Ievgueni Guiditx (KAZ)    |                           |
| 55                        | Max Kanter (GER)          |                           |
| 56                        | Michael Mørkøv (DEN)      |                           |
| 57                        | Gleb Syrica               |                           |

| Bahrain Victorious TBV | Bahrain Victorious TBV   | Bahrain Victorious TBV |
| ---------------------- | ------------------------ | ---------------------- |
| Núm                    | Ciclista                 | Pos                    |
| 61                     | Matej Mohorič (SLO)      |                        |
| 62                     | Matevž Govekar (SLO)     |                        |
| 63                     | Kamil Gradek (POL)       |                        |
| 64                     | Fran Miholjević (CRO)    |                        |
| 65                     | Andrea Pasqualon (ITA)   |                        |
| 66                     | Dušan Rajović (SRB)      |                        |
| 67                     | Fred Wright (GBR) (ruta) |                        |

| Bora-Hansgrohe BOH | Bora-Hansgrohe BOH     | Bora-Hansgrohe BOH |
| ------------------ | ---------------------- | ------------------ |
| Núm                | Ciclista               | Pos                |
| 71                 | Jordi Meeus (BEL)      |                    |
| 72                 | Nico Denz (GER)        |                    |
| 73                 | Marco Haller (AUT)     |                    |
| 74                 | Filip Maciejuk (POL)   |                    |
| 75                 | Ryan Mullen (IRL)      |                    |
| 76                 | Luis-Joe Lührs (GER)   |                    |
| 77                 | Danny van Poppel (NED) |                    |

| Cofidis COF | Cofidis COF                 | Cofidis COF |
| ----------- | --------------------------- | ----------- |
| Núm         | Ciclista                    | Pos         |
| 81          | Piet Allegaert (BEL)        |             |
| 82          | Stanisław Aniołkowski (POL) |             |
| 83          | Aimé De Gendt (BEL)         |             |
| 84          | Milan Fretin (BEL)          |             |
| 85          | Nolann Mahoudo (FRA)        |             |
| 86          | Alexis Renard (FRA)         |             |
| 87          | Axel Zingle (FRA)           |             |

| Decathlon-AG2R La Mondiale DAT | Decathlon-AG2R La Mondiale DAT | Decathlon-AG2R La Mondiale DAT |
| ------------------------------ | ------------------------------ | ------------------------------ |
| Núm                            | Ciclista                       | Pos                            |
| 91                             | Oliver Naesen (BEL)            |                                |
| 92                             | Edvald Boasson Hagen (NOR)     |                                |
| 93                             | Dries De Bondt (BEL)           |                                |
| 94                             | Sander De Pestel (BEL)         |                                |
| 95                             | Pierre Gautherat (FRA)         |                                |
| 96                             | Jordan Labrosse (FRA)          |                                |
| 97                             | Sam Bennett (IRL)              |                                |

| EF Education-EasyPost EFE | EF Education-EasyPost EFE      | EF Education-EasyPost EFE |
| ------------------------- | ------------------------------ | ------------------------- |
| Núm                       | Ciclista                       | Pos                       |
| 101                       | Stefan Bissegger (SUI)         |                           |
| 103                       | Jack Rootkin-Gray (GBR)        |                           |
| 104                       | Jonas Rutsch (GER)             |                           |
| 105                       | Harry Sweeny (AUS)             |                           |
| 106                       | Michael Valgren Andersen (DEN) |                           |
| 107                       | Yuhi Todome (JPN)              |                           |

| Groupama-FDJ GFC | Groupama-FDJ GFC        | Groupama-FDJ GFC |
| ---------------- | ----------------------- | ---------------- |
| Núm              | Ciclista                | Pos              |
| 111              | Stefan Küng (SUI)       |                  |
| 112              | Lewis Askey (GBR)       |                  |
| 113              | Sven Erik Bystrøm (NOR) |                  |
| 114              | Olivier Le Gac (FRA)    |                  |
| 115              | Fabian Lienhard (SUI)   |                  |
| 116              | Laurence Pithie (NZL)   |                  |
| 117              | Clément Russo (FRA)     |                  |

| Ineos Grenadiers IGD | Ineos Grenadiers IGD                | Ineos Grenadiers IGD |
| -------------------- | ----------------------------------- | -------------------- |
| Núm                  | Ciclista                            | Pos                  |
| 121                  | Jhonatan Narváez Prado (ECU) (ruta) |                      |
| 122                  | Elia Viviani (ITA)                  |                      |
| 123                  | Cameron Wurf (AUS)                  |                      |
| 124                  | Magnus Sheffield (USA)              |                      |
| 125                  | Ben Swift (GBR)                     |                      |
| 126                  | Connor Swift (GBR)                  |                      |
| 127                  | Ben Turner (GBR)                    |                      |

| Lidl-Trek LTK | Lidl-Trek LTK            | Lidl-Trek LTK |
| ------------- | ------------------------ | ------------- |
| Núm           | Ciclista                 | Pos           |
| 131           | Mads Pedersen (DEN)      |               |
| 132           | Otto Vergaerde (BEL)     |               |
| 133           | Edward Theuns (BEL)      |               |
| 134           | Daan Hoole (NED)         |               |
| 135           | Alex Kirsch (LUX) (ruta) |               |
| 136           | Jonathan Milan (ITA)     |               |
| 137           | Jasper Stuyven (BEL)     |               |

| Movistar Team MOV | Movistar Team MOV                 | Movistar Team MOV |
| ----------------- | --------------------------------- | ----------------- |
| Núm               | Ciclista                          | Pos               |
| 141               | Fernando Gaviria Rendón (COL)     |                   |
| 142               | Mathias Norsgaard Jørgensen (DEN) |                   |
| 143               | Johan Jacobs (SUI)                |                   |
| 144               | Davide Cimolai (ITA)              |                   |
| 145               | Manlio Moro (ITA)                 |                   |
| 146               | Lorenzo Milesi (ITA)              |                   |
| 147               | Albert Torres Barceló (ESP)       |                   |

| Team dsm-firmenich PostNL DFP | Team dsm-firmenich PostNL DFP | Team dsm-firmenich PostNL DFP |
| ----------------------------- | ----------------------------- | ----------------------------- |
| Núm                           | Ciclista                      | Pos                           |
| 151                           | John Degenkolb (GER)          |                               |
| 152                           | Patrick Eddy (AUS)            |                               |
| 153                           | Julius van den Berg (NED)     |                               |
| 154                           | Nils Eekhoff (NED)            |                               |
| 155                           | Enzo Leijnse (NED)            |                               |
| 156                           | Niklas Märkl (GER)            |                               |
| 157                           | Casper van Uden (NED)         |                               |

| Team Jayco AlUla JAY | Team Jayco AlUla JAY    | Team Jayco AlUla JAY |
| -------------------- | ----------------------- | -------------------- |
| Núm                  | Ciclista                | Pos                  |
| 161                  | Michael Matthews (AUS)  |                      |
| 162                  | Luke Durbridge (AUS)    |                      |
| 163                  | Dylan Groenewegen (NED) |                      |
| 164                  | Luka Mezgec (SLO)       |                      |
| 165                  | Kelland O'Brien (AUS)   |                      |
| 166                  | Elmar Reinders (NED)    |                      |
| 167                  | Max Walscheid (GER)     |                      |

| UAE Team Emirates UAD | UAE Team Emirates UAD            | UAE Team Emirates UAD |
| --------------------- | -------------------------------- | --------------------- |
| Núm                   | Ciclista                         | Pos                   |
| 171                   | Sebastián Molano Benavides (COL) |                       |
| 172                   | Ivo Oliveira (POR) (ruta)        |                       |
| 173                   | Mikkel Bjerg (DEN)               |                       |
| 174                   | Álvaro Hodeg Chagui (COL)        |                       |
| 175                   | António Morgado (POR)            |                       |
| 176                   | Nils Politt (GER)                |                       |
| 177                   | Michael Vink (NZL)               |                       |

| Israel-Premier Tech IPT | Israel-Premier Tech IPT | Israel-Premier Tech IPT |
| ----------------------- | ----------------------- | ----------------------- |
| Núm                     | Ciclista                | Pos                     |
| 181                     | Hugo Hofstetter (FRA)   |                         |
| 182                     | Hugo Houle (CAN)        |                         |
| 183                     | Oded Kogut (ISR)        |                         |
| 184                     | Riley Pickrell (CAN)    |                         |
| 185                     | Jake Stewart (GBR)      |                         |
| 186                     | Corbin Strong (NZL)     |                         |
| 187                     | Tom Van Asbroeck (BEL)  |                         |

| Lotto Dstny LTD | Lotto Dstny LTD          | Lotto Dstny LTD |
| --------------- | ------------------------ | --------------- |
| Núm             | Ciclista                 | Pos             |
| 191             | Arnaud De Lie (BEL)      |                 |
| 193             | Cedric Beullens (BEL)    |                 |
| 194             | Mathijs Paasschens (NED) |                 |
| 195             | Lionel Taminiaux (BEL)   |                 |
| 196             | Liam Slock (BEL)         |                 |
| 197             | Brent Van Moer (BEL)     |                 |
| 198             | Jasper De Buyst (BEL)    |                 |

| Uno-X Mobility UXM | Uno-X Mobility UXM          | Uno-X Mobility UXM |
| ------------------ | --------------------------- | ------------------ |
| Núm                | Ciclista                    | Pos                |
| 201                | Alexander Kristoff (NOR)    | NP                 |
| 202                | Jonas Abrahamsen (NOR)      |                    |
| 203                | Stian Fredheim (NOR)        |                    |
| 204                | Tord Gudmestad (NOR)        |                    |
| 205                | Erik Nordsæter Resell (NOR) |                    |
| 206                | Rasmus Tiller (NOR)         |                    |
| 207                | William Blume Levy (DEN)    |                    |

| Q36.5 Pro Cycling Team Q36 | Q36.5 Pro Cycling Team Q36 | Q36.5 Pro Cycling Team Q36 |
| -------------------------- | -------------------------- | -------------------------- |
| Núm                        | Ciclista                   | Pos                        |
| 211                        | Szymon Sajnok (POL)        |                            |
| 212                        | Fabio Christen (SUI)       |                            |
| 213                        | Tobias Ludvigsson (SWE)    |                            |
| 214                        | Kamil Małecki (POL)        |                            |
| 215                        | Cyrus Monk (AUS)           |                            |
| 217                        | Nicolò Parisini (ITA)      |                            |

| Team Flanders-Baloise TFB | Team Flanders-Baloise TFB | Team Flanders-Baloise TFB |
| ------------------------- | ------------------------- | ------------------------- |
| Núm                       | Ciclista                  | Pos                       |
| 221                       | Lars Craps (BEL)          |                           |
| 222                       | Jasper Dejaegher (BEL)    | DNF                       |
| 223                       | Siebe Deweirdt (BEL)      |                           |
| 224                       | Jules Hesters (BEL)       |                           |
| 225                       | Noah Vandenbranden (BEL)  |                           |
| 226                       | Yentl Vandevelde (BEL)    |                           |
| 227                       | Dylan Vandenstorme (BEL)  |                           |

| TotalEnergies TEN | TotalEnergies TEN       | TotalEnergies TEN |
| ----------------- | ----------------------- | ----------------- |
| Núm               | Ciclista                | Pos               |
| 231               | Dries Van Gestel (BEL)  |                   |
| 232               | Lucas Boniface (FRA)    |                   |
| 233               | Sandy Dujardin (FRA)    |                   |
| 234               | Thomas Gachignard (FRA) |                   |
| 235               | Émilien Jeannière (FRA) |                   |
| 236               | Lorrenzo Manzin (FRA)   |                   |
| 237               | Anthony Turgis (FRA)    |                   |

| Tudor Pro Cycling Team TUD | Tudor Pro Cycling Team TUD     | Tudor Pro Cycling Team TUD |
| -------------------------- | ------------------------------ | -------------------------- |
| Núm                        | Ciclista                       | Pos                        |
| 241                        | Matteo Trentin (ITA)           |                            |
| 242                        | Sebastian Kolze Changizi (DEN) |                            |
| 243                        | Jacob Eriksson (SWE)           |                            |
| 244                        | Petr Kelemen (CZE)             |                            |
| 245                        | Marius Mayrhofer (GER)         |                            |
| 246                        | Rick Pluimers (NED)            |                            |
| 247                        | Maikel Zijlaard (NED)          |                            |